# چهار ادیب بزرگ نروژ

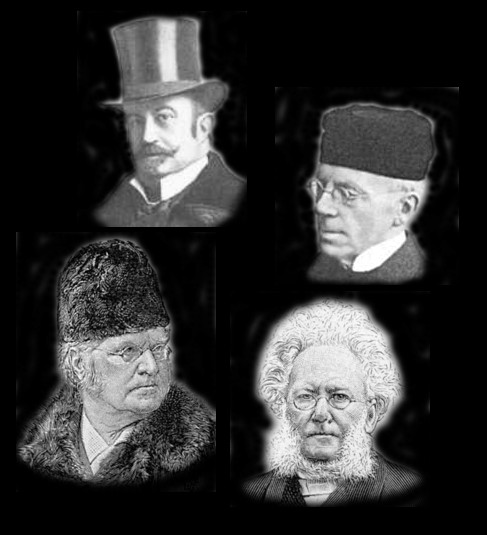
چهار بزرگ ادبیات نروژ: الکساندر کیلند، یوناس لی، هنریک ایبسن، و بیورنستیرن بیورنسون.

چهار ادیب بزرگ (به نروژی: De Fire Store) اصطلاحیست که برای خطاب قرار ۴ تن از تاثیرگذارترین ادیبان نروژی در اواخر قرن ۱۹ میلادی یعنی الکساندر کیلند، یوناس لی، هنریک ایبسن و بیورنستیرن بیورنسون استفاده می‌شود.